# Schismatoglottis jepomii
Schismatoglottis jepomii är en kallaväxtart som beskrevs av Peter Charles Boyce och S.Y.Wong. Schismatoglottis jepomii ingår i släktet Schismatoglottis och familjen kallaväxter. Inga underarter finns listade.